# چوره‌لی (یوسف‌علی)
چوره‌لی (به ترکی استانبولی: Çevreli، به ارمنی: Բերդագրակ) یک منطقهٔ مسکونی در ترکیه است که در یوسف‌علی واقع شده‌است. چوره‌لی ۶۸۳ نفر جمعیت دارد.